# Eudianodes swanzyi
Eudianodes swanzyi là một loài bọ cánh cứng trong họ Cerambycidae.